# ایلریدن
ایلریدن (به آلمانی: Illerrieden) یک شهر در آلمان است که در الب-دانو-کریس واقع شده‌است. ایلریدن ۳٬۳۰۵ نفر جمعیت دارد.